# Oancea Averescu
Oancea Averescu a fost stolnic al domnitorului Ștefan cel Mare și a fost împroprietărit de domn ca răzeș la data de 20 august 1469, ca semn de recunoștință după marea biruință în bătălia de la Lipnic, din 1469, asupra lui Mangli Han, conducătorul tătarilor din Hanatul Crimeii.
Pe pământurile sale a luat ființă satul  Averești, care face în prezent parte din comuna Ion Creangă.